# Per Gessle
Per Håkan Gessle (Halmstad, 12. siječnja 1959.) je švedski pjevač, gitarist i tekstopisac. 

## Životopis
Još od 80-ih jedna je od najuspješnijih švedskih pop ikona. U Švedskoj postaje poznat sa svojim sastavom Gyllene Tider (hrv. Zlatna vremena). Zajedno s Marie Fredriksson 1986. osniva pop grupu Roxette koja je bila najuspješnija švedska grupa u razdoblju od 1988. do 1995. Početkom trećeg tisućljeća dokazuje se i kao uspješan solo-pjevač pjevajući na švedskom i na engleskom. Ženi se 1993. s Åsom Nordin i imaju jednog sina. Vlasnik je nekoliko uspješnih poduzeća koja su povezana s njegovom djelatnošću pjevača i skladatelja. Osim toga jedan je od vlasnika hotela Tylösand, nedaleko od Halmstada.
S Gyllene Tider i hitovima poput "Flickorna på TV 2" (Djevojke s drugog kanala), "När vi två blir en" (Kada nas dvoje postanemo jedno), " När alla vännerna gått hem " (Kad odu svi prijatelji), "Sommartider" (Ljetna vremena) postaje mega popularan u Švedskoj. I danas se ovi hitovi smatraju klasicima švedskog popa. Ipak tek s Roxette postaje poznat u cijelom svijetu. Pjesma "The Look" s albuma Look Sharp! je bila broj jedan na američkoj top listi. S pjesmama "Listen to your Heart" 1990., "It must have been Love" 1990. i "Joyride" 1991. "Roxette" uspjeva još tri puta ponoviti ovaj uspjeh. S "Roxette" Gessle objavljuje albume: Tourism 1992., Crash! Boom! Bang! 1994., Don't Bore Us, Get to the Chorus! 1995., Have a Nice Day 1999., Room Service 2001. "Charm School" sa singlom "She's got nothing on (but the Radio)" i 2011. "Travelling" sa singlom "It's Possible".
Piše pjesme i za druge glazbenike poput Belinde Carlisle i Lenjingradskih kauboja.

## Ostali projekti
- Teptis
- Grape Rock
- Peter Pop & The Helicopters
- Gyllene Tider (Zlatna vremena)
- Spännande Ostar
- Roxette
- Pers Garage
- The Lonely Boys
- Son of a Plumber

## Diskografija

### Albumi sastava Roxette
| - Pearls of Passion (1986.) - Dance Passion (1987.) - Look Sharp! (1988.) - Joyride (1991.) - Tourism (1992.) - Crash! Boom! Bang! (1994.) - Rarities (1995.) | - Don't Bore Us, Get to the Chorus! (1995.) - Baladas en Español (1996.) - Have a Nice Day (1999.) - Room Service (2001.) - The Ballad Hits (2002.) - The Pop Hits (2003.) - The Rox Box/Roxette '86-'06 (2006.) | - Roxette Hits (2006.) - Charm School (2011.) - Travelling (2012.) - Roxette Live: Travelling The World (2013.) - Good Karma (2016.) |

### Ostali albumi
- Per Gessle (1983.)
- Scener (Scene) (1985.)
- På Väg 1982–86 (Na putu) (1992.)
- Hjärtats Trakt (Oblast srca) (1994.)
- The World According to Gessle  (1997.)
- Mazarin (2003)
- Son of a Plumber (2005.)
- Mazarin Demos (2006.)
- The World According to Gessle (Remastered & Extended Edition) (2008.)
- Party Crasher  (2008.)
- Gessle over Europe (2009.)
- Small Apartments (2013.) (glazba iz istoimenog filma)
- The Per Gessle Archives (2014.)

## Vanjske poveznice
- Službena stranica